# Celina imitatrix
Celina imitatrix är en skalbaggsart som beskrevs av Young 1979. Celina imitatrix ingår i släktet Celina och familjen dykare. Inga underarter finns listade i Catalogue of Life.